# Яна (река)
Я́на (якут. Дьааҥы эвен. Иӈа) — река в России. Протекает по территории севера Якутии.

## Этимология
Гидроним Яна или Янга известен русским землепроходцам с 1638 года. Образован из эвенкского йэнэ, йэн(г)э — «очень большая река». Иногда возникновение гидронима связывают с наименованием юкагирского рода янга, который кочевал по этой реке ещё в XVII веке, но, по мнению Е. М. Поспелова, более вероятно образование родового названия по местности проживания.

## География

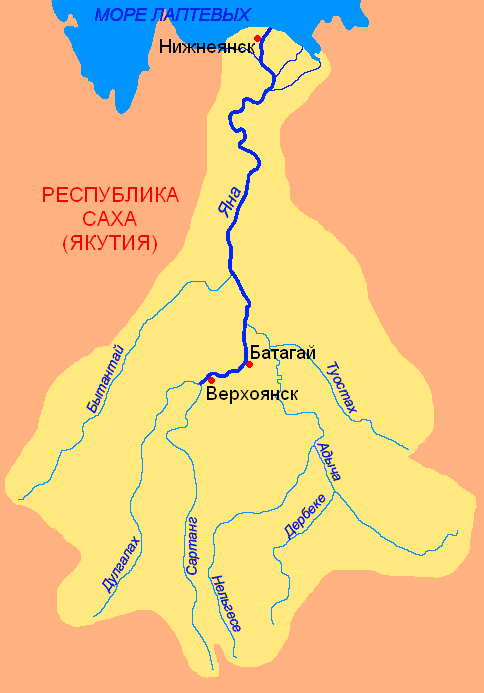

Длина — 872 км, площадь бассейна — 238 000 км². Средний расход воды — 1021 м³/с.
Образуется при слиянии рек Сартанг и Дулгалах, стекающих с Верхоянского хребта, высота истока — 132 м над уровнем моря. После слияния река течёт в широкой и глубокой долине; от впадения Адычи долина расширяется до 10 км и более, русло разделяется на протоки. При пересечении северной оконечности хребта Кулар долина сужается, в русле — пороги; ниже Яна протекает по Яно-Индигирской низменности в очень извилистом русле и разбивается на рукава.
При впадении в Янский залив моря Лаптевых образует дельту площадью 10 200 км², основные её протоки: Самандон (образующая собственную дельту), Главное русло — идёт к северу, влево от него отходит протока Правая. В дельте находится крупное озеро Кубуй (Куубуй). В бассейне Яны около 40 тысяч озёр.

## Основные притоки
Указаны притоки длиной 50 км и более
| Название     | Расстояние от устья | Длина | Положение |
| ------------ | ------------------- | ----- | --------- |
| Казачка      | 149                 | 96    | правый    |
| Черча        | 270                 | 52    | левый     |
| Куйга        | 349                 | 82    | правый    |
| Дянгы        | 389                 | 86    | правый    |
| Кючюс        | 398                 | 50    | левый     |
| Курунг-Юрях  | 400                 | 51    | левый     |
| Оюн-Юряге    | 428                 | 87    | левый     |
| Абырабыт     | 435                 | 120   | правый    |
| Бакы         | 479                 | 172   | левый     |
| Улахан-Ольдё | 483                 | 53    | правый    |
| Мухтай       | 531                 | 78    | правый    |
| Бытантай     | 532                 | 586   | левый     |
| Ольджо       | 587                 | 330   | правый    |
| Адыча        | 620                 | 715   | левый     |
| Тыках        | 660                 | 241   | правый    |
| Батагай      | 726                 | 63    | правый    |
| Илин-Бильлях | 774                 | 62    | правый    |
| Дулгалах     | 872                 | 507   | левый     |
| Сартанг      | 872                 | 620   | правый    |

В 120 км от устья Яны на второй 18-метровой террасе находится Янская стоянка — самый северный памятник верхнего палеолита (71° с. ш.). Из двух молочных зубов Homo sapiens возрастом около 31,6 тыс. л. н. удалось секвенировать ДНК. В среднем течении Яны находится стоянка Бунге-Толля 1885 (68° с. ш.). На стоянке Бунге-Толля/1885 (BT-1885, Yunigen Creek в долине Яны) обнаружили плечевую кость плейстоценового волка с прижизненным повреждением от какого-то орудия, возможно копья. Животное продолжало жить после травмы. Радиоуглеродный возраст находки — 47 тыс. лет назад.
Главные пристани — Верхоянск, Батагай, Усть-Куйга, село Казачье, порт Нижнеянск в устье.

## Гидрология
| Средний расход воды (м³/с) реки Яны по месяцам с 1972 по 1999 гг. (замеры производились на гидрологическом посту в 157 км от устья) |

Питание преимущественно дождевое и снеговое. За май — август проходит до 90 % годового стока. Уровень воды колеблется в пределах 9 м в среднем течении, в низовьях (Казачье) — 11,9 м. Среднегодовой расход воды у Верхоянска — 150 м³/с, в 381 км от устья — 925 м³/с. Расход в устье составляет 1000 м³/с. Наибольшие расходы весной — 2840 у Верхоянска и 12 400 м³/с в 381 км от устья, летом — 2300 и 13 000 м³/с соответственно. Замерзает в конце сентября — начале октября, от верховьев к устью. У Верхоянска ежегодно перемерзает на 70—110 суток; вскрывается во 2-й половине мая — 1-й половине июня.

## Хозяйственное использование
Судоходство на протяжении 730 км от устья; на участке Батагай — Верхоянск нерегулярно, возможно лишь в полноводный период. Рыболовство: в основном сибирская ряпушка (40 % всего улова), муксун, чир, налим, пелядь. Паромные и ледовые переправы.
Гидроэнергетические ресурсы бассейна Яны оцениваются в 6,9 млн кВт.